# ویلهلم لوسن
ویلهلم لوسن (آلمانی: Wilhelm Lossen؛ ۸ مهٔ ۱۸۳۸ – ۲۹ اکتبر ۱۹۰۶) یک شیمی‌دان، و استاد دانشگاه اهل آلمان بود. واکنش بازآرایی لوسن در شیمی آلی به افتخار وی نامگذاری شده است.